# Панченко, Пётр Пантелеймонович
Пётр Пантелеймонович Панченко (16 октября 1928 — 20 апреля 2016) — советский и украинский историк, исследователь аграрной истории, общественно-политических процессов новейшей истории Украины, доктор исторических наук (с 1982 года), профессор (с 1985 года), академик Международной славянской академии наук (с 1998 года), вице-президент Украинской академии исторических наук (с 1999 года) академик академии наук высшей школы Украины (с 2004 года), ведущий научный сотрудник Центра информационно-библиотечных технологий Национальной научной сельскохозяйственной библиотеки Национальной академии аграрных наук Украины.

## Биография
Родился 16 октября 1928 года в селе Мгарь (Полтавская область). Участник Великой Отечественной войны. Выучился в Лубенском экономическом техникуме, а в 1956 году окончил исторический факультет Львовского государственного университета. Находился на журналистской и комсомольской работе, в органах местной власти Львовской области: в 1967—1973 годах — заведующий отделом организационно-партийной работы Львовского областного комитета КПУ. В 1971 году под руководством кандидата исторических наук А. З. Падалки защитил кандидатскую диссертацию на тему: «Идеологическая деятельность партийных организаций Украины на селе в годы семилетки (1959—1965 гг.)». В 1972—1974 годах работал в вузах Киева. В 1974—1984 годах — старший научный сотрудник, в 1984—1986 годах — заведующий отделом истории техники, в 1986—1991 годах — главный научный сотрудник, в 1991—2001 годах — заведующий отделом современной истории Украины Института истории Украины НАН Украины. В 1980 году защитил докторскую диссертацию на тему: «Развитие общественно-политической жизни села (1959—1980 гг.)». С 2004 года был профессором кафедры методики преподавания истории и права Киевского государственного педагогического университета имени Б. Гринченко и по совместительству главным научным сотрудником Центра истории аграрной науки и Центра информационно-библиотечных технологий Государственной научной сельскохозяйственной библиотеки НААН, председателем диссертационного совета по защите кандидатских и докторских диссертаций при ННСГБ НААН.
Член общества «Знание», член Национального союза журналистов Украины, четыре раза избирался в состав Львовского областного совета депутатов трудящихся.
Научные исследования в сфере общественно-политической жизни, проблем государства, социально-аграрных отношений, военной истории, проблемам краеведения. Автор 1200 научных, научно-популярных работ, очерков, эссе, рассказов, фельетонов, юморесок. Подготовил непосредственно и опосредованно более 70 докторов и кандидатов наук.
Умер 20 апреля 2016 года.

## Награды
Заслуженный деятель науки и техники Украины (с 1998 года). Награждён орденами: Красного Знамени, Трудового Красного Знамени, «Знак Почёта», Святого равноапостольного князя Владимира Великого III степени, Святого Архистратига Михаила, 15 медалями различных государственных ведомств, почётными грамотами Президиума Верховного Совета УССР, Кабинета Министров Украины (1998), почетным Знаком гражданской обороны СССР, Дипломом Украинского педагогического общества, наградой Ярослава Мудрого (2008), наградами других государственных ведомств, общественных формирований и объединений. Дважды лауреат премии имени Д. Яворницкого, Международной премии имени В. Михайлюка.

## Труды
- Новітня історія України. Частина 2 (1945—1995): Підручник для 11 класу загальноосвітніх шкіл. — Киев, 1995 (на украинском и русском языках, в соавторстве).
- Украинское село на пути научно-технического прогресса: достижения и просчеты (60—80-е годы). — Киев, 1989.
- Развитие общественно-политической жизни современного села УССР. 1960—1984. — Киев, 1985.
- Развитие сельского хозяйства Украинской ССР. 1959—1980. — Киев, 1980.
- Научные основы развития общественно-политической жизни села. — Киев, 1979.
- Творчі пошуки. — Львів, 1971.
- Про впровадження елементів наукової організації праці в роботу. — Киев, 1970.